# لويس جاكوبس
لويس جاكوبس (بالإنجليزية: Louis Jacobs)‏ (و. 1920 – 2006 م) هو عالم عقيدة، وحاخام، من المملكة المتحدة، ولد في مانشستر، توفي في لندن، عن عمر يناهز 86 عاماً.

## التعليم
تعلم في كلية لندن الجامعية.